# 埃米呂山

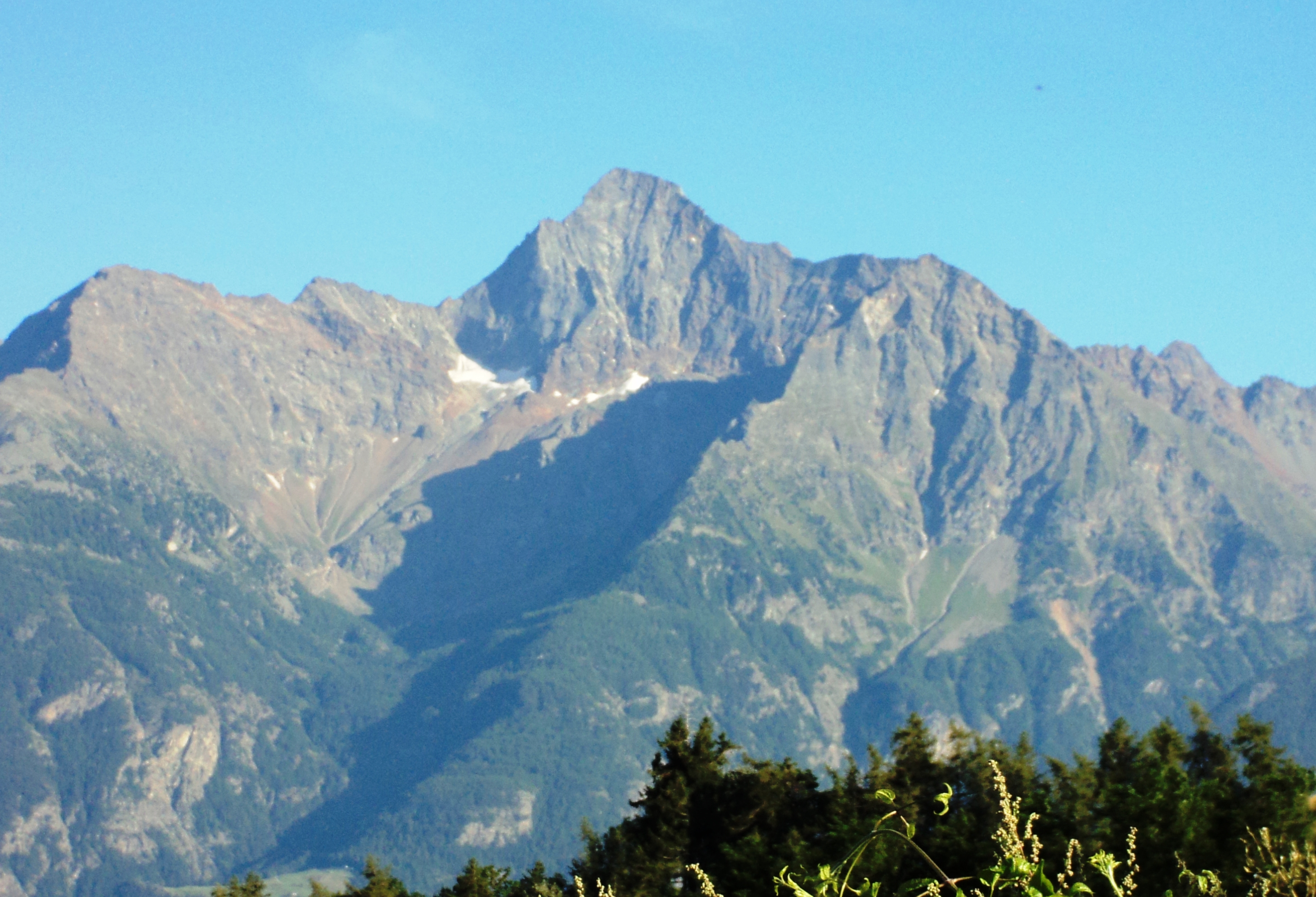

45°40′44.69″N 7°23′02.45″E / 45.6790806°N 7.3840139°E
埃米呂山（義大利語：Monte Emilius），是意大利的山峰，位於該國西北部，由瓦萊達奧斯塔大區負責管轄，屬於格拉耶山的一部分，海拔高度3,559米，人類在1826年首次登頂。